# تومي ويلسون (لاعب كرة قدم)
تومي ويلسون (بالإنجليزية: Tommy Wilson)‏ (15 سبتمبر 1930 في المملكة المتحدة - 1 يناير 1992 في المملكة المتحدة) هو لاعب كرة قدم بريطاني في مركز الهجوم. لعب مع نادي والسول ونوتينغهام فورست ونادي كامبريدج ستي.

## وصلات خارجية
- تومي ويلسون على موقع قاعدة بيانات كرة القدم.إي يو (الإنجليزية)